# Леброн Џејмс
Леброн Рејмон Џејмс Старији (енгл. LeBron Raymone James Sr.; Акрон, 30. децембар 1984) амерички је кошаркаш. Тренутно наступа за Лос Анђелес лејкерсе. Сматра се једним од најбољих кошаркаша свих времена, а често се пореди са Мајклом Џорданом у расправама ко је најбољи свих времена. У својој каријери је наступао за Кливленд кавалирсе, Мајами хит и Лос Анђелес лејкерсе. Једини је играч у историји НБА лиге који је освојио титулу са три различита тима и који је трипут понео награду за најкориснијег играча НБА финала.
Играо је у десет финала лиге, од чега осам заредом, са Мајамијем и Кливлендом, од 2011. до 2018, а освојио је четири пута титулу. Четири пута је добио награду за најкориснијег играча лиге, четири пута за најкориснијег играча НБА финала, 20 пута је играо на НБА Ол-стару, три пута је добио награду за најкориснијег играча Ол-стара, рекордних 13 пута је уврштен у први тим НБА, три пута у други тим, три пута у трећи тим, пет пута је изабран у први одбрамбени тим и једном у други тим, по једном је био најбољи стријелац и најбољи асистент лиге, а проглашен је за рукија године 2004, када је и уврштен у идеални тим рукија. Рекордер је по броју постигнутих поена у НБА лиги, по чему је престигао на вјечној листи Карима Абдул Џабара, Карла Малона, Кобија Брајанта и Мајкла Џордана, а рекордер је и по броју поена у плеј-офу. По броју асистенција је на четвртом мјесту вјечне листе, са преко 10.000, а остварио је и преко 10.000 скокова. Са репрезентацијом Сједињених Америчких Држава, освојио је двије златне медаље на Олимпијским играма — 2008. и 2012, бронзану медаљу на Играма 2004, бронзану медаљу на Свјетском првенству 2006. и златну медаљу на Америчком првенству 2007. године.
Током средње школе, играо је и кошарку и амерички фудбал за средњу школу Сент Винсент—Сент Мери, у Акрону, а медији су писали о њему као о будућој НБА суперзвијезди, док су многи истакли да је могао да игра и у НФЛ-у. Изабран је као први пик у првој рунди на драфту 2003, од стране Кливленда и у првој сезони, ушао је у идеални тим новајлија, а проглашен је за најбољег новајлију у лиги. Убрзо је постао један од најбољих играча у лиги и изабран је за МВП-ија НБА 2009. и 2010. Након што није успио да освоји титулу са Кливлендом, као слободан играч је прешао у Мајами, што је објављено у емисији на мрежи ESPN, под специјалним називом Одлука, а потез је сматран једним од најконтроверзнијих у историји лиге.
Прву титулу освојио је са Мајамијем 2012, након чега је освојио и 2013, а оба пута је проглашен за најкориснијег играча лиге и најкориснијег играча финала. Након четири године у Мајамију, вратио се у Кливленд 2015, са којим је прве сезоне играо финале, против Голден Стејта вориорса. Године 2016, предводио је Кливленд до титуле, побједом у финалу против Голден Стејта, послије преокрета, након што су Вориорси водили 3:1 у серији. То је била прва титула за Кливленд кавалирсе у историји, а такође прва титула за неки спортски клуб из Кливленда након 52 године. Са Кливлендом, играо је финале 2017. и 2018, чиме је дошао до осам финала заредом, а такође, у том периоду, Кливленд и Голден Стејт су играли у финалу четири пута заредом заредом. Након финала 2018, прешао је у Лос Анђелес лејкерсе, са којима је освојио титулу у својој другој сезони — 2019/20 и по четврти пут је проглашен за најкориснијег играча финала; то је била прва титула за Лејкерсе од сезоне 2009/10, када их је предводио Брајант. Године 2023. постао је најбољи стријелац у историји НБА лиге.
Потписао је бројне спонзорске уговоре, појављује се у више књига, више документарних филмова и телевизијских реклама; освојио је награду Еми за документарни филм као извршни продуцент, а такође је освојио и 19 пута награду Еспи за постигнућа у спорту. Глумио је у филму Хаос у најави, а од 2011. један је од власника Ливерпула.
У другом дијелу каријере, укључио се више у хуманитарна дјела, основао је хуманитарну организацију — Породична фондација Леброн Џејмс, која помаже у отварању школа, стамбених комплекса, друштвених центара и тргова за малопродају.

## Дјетињство
Џејмс је рођен 30. децембра 1984. у Акрону, Охајо, од мајке Глорије Марије Џејмс, која је имала 16 година кад га је родила.‍:22 Његов отац — Ентони Меклиланд, био је вишеструки криминалац и није учествовао у његовом одгоју. Када је био мали, породица се мучила, селили су се из стана у стан, у насељима у Акрону, а његова мајка се мучила да нађе стални посао. Схватајући да ће Леброну бити боље у неком стабилном породичном окружењу, Глорија му је дозволила да се пресели код породице Френка Вокера, тренера америчког фудбала за младе, који га је упознао са кошарком кад је Џејмс имао девет година.‍:23
У петом разреду, почео је да игра организованију кошарку, а касније је играо за аматерски тим Шутерске звијезде сјевероисточног Охаја, у оквиру Аматерске атлетске уније. Тим је остварио велике успјехе на локалном и државном нивоу, а предводили су га Џејмс и његови пријатељи — Сијан Котон, Дру Џојс III и Вилијам Макги.‍:24 Назвали су сами себе „Фантастична четворка“ и обећали су један другоме да ће ићи у средњу школу заједно.‍:27 Изабрали су да похађају школу Сент Винсент—Сент Мери, приватну католичку школу коју су углавном похађали бјелци.

## Каријера у средњој школи

### Кошарка
Као бруцош, постизао је просјечно по 21 поен и шест скокова по утакмици за тим средње школе, који се звао Борбени Ирци. Тим је освојио титулу у Дивизији III, са свих 27 побједа, поставши тако први тим из неке средње школе у Охају који је остварио све побједе у сезони. Током друге године, биљежио је просјечно 25,2 поена, 7,2 скока, 5,8 асистенција и 3,8 украдених лопти по утакмици. Неке утакмице на домаћем терену, тим је играо у арени Родс, у оквиру универзитета Акрон, са капацитетом од 5,492 мјеста, како би задовољили све захтјеве за улазнице, од навијача, као и од стране скаута са колеџа и из НБА лиге, који су хтјели да гледају како Џејмс игра. Тим је сезону завршио са 26 побједа и једним поразом и поново је освојио титулу првака државе. Због својих игара, добио је награду Ohio Mr. Basketball, за најбољег играча средњих школа у Охају, а такође је изабран у прву петорку идеалног тима свих средњих школа у САД, поставши тако први играч из другог разреда који је добио награду.
Прије почетка јуниорске каријере, нашао се на насловној страни америчког кошаркашког часописа — Slam, а новинар — Рајан Џонс, написао је да је Џејмс вјероватно најбољи кошаркаш у свим средњим школама у Америци. Током сезоне, појавио се на насловној страни часописа Sports Illustrated, поставши тако први играч из нижих разреда средње школе, који се нашао на насловној страни.‍:104 Просјечно је биљежио 29 поена, 8,3 скока, 5,7 асистенција и 3,3 украдене лопте по утакмици и поново је добио награду Ohio Mr. Basketball и уврштен је у идеални тим средњих школа у САД, а такође, постао је први јуниор који је добио награду за играча године у средњим школама и универзитетима.‍:117 Тим је завршио сезону са 23 побједе и четири пораза у Дивизији II.‍:114 Након неуспјеха у лиги, писао је петицију за промјену правила за НБА драфт, са намјером да учествује на драфту, али она није прихваћена. Током тог периода, користио је марихуану, за коју је рекао да му је била потребна како би се носио са стресом због превелике пажње медија коју је добијао.
Током периода у вишим разредима, са тимом је путовао по земљи, како би играли против више националних тимова, укључујући и меч 12. децембра 2002, против академије Оак Хил у Вирџинији, који је преносила мрежа ESPN2.‍:142 Како би зарадили на његовој популарности, кабловска телевизија — Time Warner Cable, понудила је школи Сент Винсент—Сент Мери да преносе њихове утакмице током сезоне.‍:143 Током те сезоне, просјечно је биљежио 31,6 поена, 9,6 скокова, 4,6 асистенција и 3,4 украдене лопте по утакмици, док је по трећи пут заредом добио награду Ohio Mr. Basketball и уврштен је у идеални тим средњих школа,‍:178 а добио је награду Гаротејд играч године другу годину заредом. Учествовао је на три Ол-стар утакмице средњих школа на крају године и објавио је да ће учествовати на драфту 2003.
Током средње школе, био је укључен у више контроверзи. За свој 18 рођендан, мајка му је поклонила хамер Х2, иако је то било против правила аматерског такмичења у средњим школама; она је узела возило на позајмицу, користећи Џејмсов статус као будуће суперзвијезде НБА лиге. Атлетска асоцијација средњих школа Охаја, покренула је истрагу, јер по правилима, ниједан аматерски спортиста не смије да прихвати поклон чија је вриједност већа од 100 долара, као награду за своја спортска достигнућа. Ослобођен је било какве кривице, јер је прихватио луксузно возило од члана породице, а не од неког агента или било којих других спољних извора. Касније током сезоне, прихватио је двије мајице у вриједности од 845 долара, од робне куће, како би позирао за слике, чиме је прекршио правила асоцијације и забрањено му је да се такмичи у средњошколском тиму. Жалио се на пресуду и она је преиначена у двије утакмице суспензије, а тиму је одузета једна побједа, што им је био први званични пораз у сезони. На првој утакмици након суспензије остварио је рекорд каријере у средњој школи, постигавши 52 поена. Школа је освојила Дивизију II, чиме су освојили трећу титулу за четири године.

### Амерички фудбал
У предразреду, играо је на позицији хватача за школски фудбалски тим.‍:51 Покушали су да га регрутују неки од тимова Дивизије I, као што је Нотр Дам. На крају прве године, уврштен је у идеални тим средњих школа у држави, а као јуниор, предводио је Борбене Ирце до полуфинала државног првенства. Није играо током сениорске године, због повреде коју је добио играјући кошарку. Бројни спортски аналитичари, новинари, фудбалски стручњаци, тренери средњих школа, као и бивши играчи, истакли су да је Џејмс могао да игра у Националној фудбалској лиги; међу њима су: Рајан Џонс,‍:91 Тим Грејам, Џон Бреш, Бил Барнел и Рајан Вилсон.

## Професионална каријера

### Кливленд кавалирси

#### 2003–2004: Прва сезона
На драфту 2003, изабрали су га Кливленд кавалирси као првог пика. На првој утакмици, против Сакраменто кингса, постигао је 25 поена, поставивши рекорд по броју поена неког дебитанта у НБА. На крају сезоне 2003/04, постао је први играч Кливленда који је добио награду за најбољег рукија. Сезону је завршио са просјеком од 20,9 поена, 5,5 скокова и 5,9 асистенција по утакмици, поставши тако трећи играч у историји лиге, који је своју прву сезону завршио са просјеком од минимум 20 поена и по пет скокова и асистенција. Кливленд је сезону завршио са 35 побједа и 47 пораза, чиме су остварили 18 побједа више него сезону раније, али нису успјели да се пласирају у плеј оф.

#### 2004–2008: Прилагођавање на НБА и развој
У сезони 2004/05, по први пут је играо на Ол-стару, гдје је постигао 13 поена, уз осам скокова и шест асистенција, а Источна конференција је остварила побједу. Тренер Денвер нагетса — Џорџ Карл, о развоју Џејмса изјавио је Sport Illustrated: „чудно је говорити о двадесетогодишњем клинцу као о сјајном играчу, али он је сјајан играч... Он је изузетак од скоро сваког правила.“ На дан 20. марта, постигао је 56 поена против Торонто репторса, поставивши нови рекорд Кливленда по броју поена једног играча на једној утакмици. Сезону је завршио са просјеком од 27,2 поена, 7,4 скока, 7,2 асистенције и 2,2 украдене лопте и по први пут је изабран у идеални тим лиге. Упркос томе што је Кливленд у првом дијелу сезоне имао 30 побједа и 20 пораза, сезону су завршили са 42 побједе и 40 пораза и нису успјели да се пласирају у плеј оф.
На Ол-стару 2006, предводио је Исток до побједе, са 29 поена и проглашен је за најкориснијег играча Ол-стара. Сезону је завршио са просјеком од 31,4 поена, 7 скокова и 6,6 асистенција по утакмици, а завршио је на другом мјесту у гласању за МВП-ија лиге, иза Стива Неша. Предводио је Кливленд до плеј офа, првог за клуб од. 1998. На дебију у плеј офу, уписао је трипл дабл, у побједи против Вашингтон визардса. На трећој утакмици у серији, погодио је за побједу у последњом нападу, након чега је постигао кош за побједу и у петој утакмици, што су му били први кошеви за побједу у каријери. Кливленд је побиједио Вашингтон у првој рунди плеј офа, након чега је изгубио од Детроит пистонса у полуфиналу Источне конференције.
У сезони 2006/07, биљежио је просјечно 27,3 поена, 6,7 скокова, 6 асистенција и 1,6 украдених лопти по утакмици, што му је био лошији учинак него сезону раније. Неки аналитичари су допринијели смањењу просјека, јер је, због критика на пасове и избор шутева, изгубио фокус и није шутирао често као претходних сезона. Кливленд је сезону завршио са 50 побједа и другу годину заредом су ушли у плеј оф, са другог мјеста у конференцији. У петој утакмици финала конференције, у побједи против Детроита, постигао је 48 поена, уз девет скокова и седам асистенција, постигавши 29 од 30 последњих поена Кливленда, укључујући и кош за побједу двије секунде прије краја другог продужетка. Након утакмице, Марв Алберт, спортски коментатор, назвао је његову игру једним од најбољих тренутака у историји плеј офа, а Стив Кер га је назвао насљедником Мајкла Џордана. Године 2012, ESPN је рангирао његов наступ на четврто мјесто у модерној историји НБА плеј офа. Кливленд је побиједио на шестој утакмици и са 4:2 у серији, освојили су Источну конференцију први пут у историји клуба и пласирали се у финале лиге. У финалу, биљежио је просјечно 22 поена, 7 скокова и 6,8 асистенција, уз проценат шута 35,6%, а Кливленд је изгубио од Сан Антонио спарса 4:0 у серији.
На Ол-стару 2008, постигао је 27 поена, уз 8 скокова и 9 асистенција и добио је награду за најкориснијег играча Ол-стара. На дан 21. марта, на утакмици против Торонта, на 4:10 до краја прве четвртине, дао је свој 10,391 поен за Кливленд, чиме је постао најбољи стријелац у историји тима, престигавши Бреда Доертија; након коша, утакмица је кратко прекинута, да би му честитали. Сезону је завршио са просјеком од 30 поена на утакмици, захваљујући чему је био најбољи стријелац лиге по први пут у каријери. Кливленд је сезону завршио са 45 побједа и 37 пораза и ушли су у плеј оф са четвртог мјеста. У првој рунди, побиједили су Вашингтон, након чега су изгубили 4:3 у полуфиналу конференције од Бостон селтикса. У одлучујућој, седмој утакмици, у Бостону, Џејмс је постигао 45 поена, док је Пол Пирс постигао 41 поен за Бостон, а утакмицу је Associated Press описао као „препуцавање“.

#### 2008–2010: МВП лиге
На крају сезоне 2008/09, завршио је на другом мјесту у избору за најбољег одбрамбеног играча лиге и по први пут се нашао у идеалном одбрамбеном тиму, направивши укупно 93 блокаде у сезони, од чега 23 иза леђа играча. Такође, постао је четврти играч након спајања АБА и НБА, који је био најбољи у тиму по броју поена, скокова, асистенција, украдених лопти и блокада у једној сезони. Заједно са Моом Вилијамсом, предводио је Кливленд до учинка од 66 побједа и 16 пораза, а фалила им је само једна побједа да изједначе најбоље скор побједа кући у историји тима. Биљежио је просјечно 28,4 поена, 7,6 скокова, 7,2 асистенције, 1,7 украдених лопти и 1,2 блокаде по утакмици, чиме је постао први играч Кливленда који је добио награду МВП, за најкориснијег играча лиге. Џон Холингер је написао за ESPN: „он је имао оно што је без сумње најбоља индивидуална сезона у историји и вријеме је да му одамо признање за то.“
У плеј офу, Кливленд је побиједио Детроит у првој рунди и Атланта хоксе у полуфиналу, након чега је играо против Орландо меџика у финалу конференције. На првој утакмици, постигао је 49 поена, уз проценат шута 66%, а Кливленд је изгубио 107:106. На другој утакмици, постигао је кош у последњим тренуцима за побједу и 1:1 у серији. Кливленд је изгубио 4:2 у серији, а након пораза у последњој утакмици, Џејмс је одмах напустио терен и није се руковао са играчима Орланда, што су бројни медији окарактерисали као неспортски потез. У финалу конференције, биљежио је просјечно 38,5 поена, 8,3 скока и осам асистенција по утакмици, завршивши плеј оф са просјеком од 35,3 поена по утакмици, што му је био најбољи учинак у каријери.
У сезони 2009/10, морао је да игра неколико утакмица на позицији бека, након великог броја повреда саиграча. Кливленд је сезону завршио на првом мјесту у конференцији, другу годину заредом, са 61 побједом и 21 поразом. Током сезоне, играо је више минута него обично, због позиције на којој је морао да игра, а сезону је завршио са просјеком од 29,7 поена, 7,3 скока, 8,6 асистенција, 1,6 украдених лопти и једне блокаде по утакмици, са процентом шута 50% и добио је награду за најкориснијег играча по други пут. У првој рунди плеј офа, Кливленд је побиједио Чикаго булсе са. 4:1 у серији, након чега су играли против Бостона у полуфиналу конференције. На петој утакмици серије, постигао је само 15 поена од 14 шутева из игре, уз проценат шута 20%, због чега је критикован у медијима. Кливленд је изгубио 120:88 кући, што је био један од највећих пораза у историји тима, а након утакмице, Џејмс је, при изласку са терена, извиждан од стране домаћих навијача. У шестој утакмици, Кливленд је изгубио 94:85 и изгубили су са 4:2 у серији; Џејмс је био најбољи у тиму и по броју поена, скокова и асистенција, са 27 поена, 19 скокова, 10 асистенција и 9 украдених лопти.

### Мајами хит

#### Одлука
Постао је неограничени слободни играч,1. јула 2010. Током тог периода, контактирало га је неколико клубова, укључујући Чикаго булсе, Лос Анђелес клиперсе, Мајами хит, Њујорк никсе, Бруклин нетсе и Кливленд кавалирсе. На дан 8. јула, у уживо емисији на каналу ESPN, названој Одлука, изјавио је да прелази у Мајами. Емисија је преношена преко организације Boys & Girls Clubs of America у Гринвичу и прикупљено је 2,5 милиона долара у хуманитарне сврхе; такође, прикупљено је додатних 3,5 милиона долара од репризе, што је подијељено другим хуманитарним организацијама. Дан прије специјалне емисије, слободни агенти — Крис Бош и Двејн Вејд, такође су објавили да ће потписати за Мајами; новинари су касније објавили да се трио, 2006, међусобно договарао око тога за кога ће потписати кад буду слободни играчи 2010. Одлучио је да се придружи истом тиму као Бош и Вејд, како би био растерећенији у нападу и имао више шанси да освоји титулу, него да је остао у Кливленд. Предсједник Мајамија — Пет Рајли, играо је главну улогу у убјеђивању Џејмса да дође да игра заједно са Бошом и Вејдом. На њему је требало да буде главни терет шутирања, а мислио је да може да постане први играч након Оскара Робертсона који ће имати просјек трипл дабла у сезони.
Због напуштања Кливленда, критиковали су га бројни спортски аналитичари, директори, навијачи, као и бивши и садашњи играчи. Такође, критикована је емисија Одлука, за коју је објављено да је непотребна. Многи су сматрали да је његово одуговлачење доношења одлуке гдје ће прећи, до тренутка објављивања у емисији, било непрофесионално, а нису чак ни скаути тимова знали гдје ће прећи. Након сазнања да се Џејмс неће вратити у Кливленд, предсједник клуба — Дан Гилберт, објавио је јавно писмо навијачима, у којем је агресивно осудио његов потез. Поједини љути навијачи, снимали су видео у којем пале његов дрес. Бивши НБА играчи, укључујући Мајкла Џордана и Меџика Џонсона, такође су критиковали Џејмса због тога што је прешао код Боша и Вејда, умјесто да проба да освоји титулу као главни играч. Додатно је критикован у септембру, након интервјуа за CNN, када је тврдио да је његова раса можда била фактор у опадању Одлуке. Због његових потеза током периода када је био слободан агент, брзо је стекао репутацију као један од најневољенијих америчких спортиста, што је била радикална промјена у односу на претходне године. Фраза „носим мој таленат на Јужну плажу“, постала је кључни мотив за критичаре. Накнадно, изразио је жаљење због одржавања Одлуке.
Каријеру у Кливленду завршио је са просјеком од 27,8 поена, 7 скокова, 7 асистенција и 1,7 украдених лопти по утакмици.

#### 2010–2011: Година преиспитивања навијача и медија
Званично је потписао уговор са Мајамијем 10. јула 2010, преко опције „потпиши и трејдуј“, због чега су Кливленду припала два пика из прве и два из друге рунде, а добили су и опцију да замијене пикове из прве рунде на драфту 2012. са Мајамијем. Као дио првог супертима у НБА који су креирали играчи, постао је тек трећи актуелни МВП који је замијенио тимове на почетку наредне сезоне и први од Мозиза Малона 1982. Те вечери, Мајами је приредио забаву за дочек „Велике тројке“, која је прерасла у атмосферу рок концерта. Током окупљања, Џејмс је изјавио да предвиђа династију Мајамија, алудирајући на освајање више титула. Ван Мајамија, забава није добро примљена, чиме је додатно погоршана слика јавности о Џејмсу.
У сезони 2010/11, медији и противнички навијачи, третирали су Џејмса и Мајами као зликовце. Сезону су почели лоше, Мајами је на првих 17 утакмица остварио девет побједа и осам пораза. Касније је изјавио да је константно негативно окружење утицало на то да игра са више бијеса него у претходним сезонама. На дан 2. децембра, играо је против Кливленда на гостовању, по први пут након одласка. Постигао је 38 поена у побједи Мајамија, а навијачи су му звиждали кад год је имао лопту. У наставку сезоне, Мајами је остваривао добре резултате и завршио је на другом мјесту на Источној конференцији, иза Чикаго булса, са 58 побједа и 24 пораза, а Џејмс је просјечно биљежио 26,7 поена, 7,5 скокова и 7 асистенција по мечу, уз проценат шута 51%.
У плеј офу, Мајами је побиједио Филаделфија севентисиксерсе са 4:1 у серији, након чега је играо против Бостона у полуфиналу другу годину заредом. У петој утакмици, постигао је последњих десет поена за Мајами, у побједи од 97:87, за укупну побједу 4:1 у серији. Након утакмице, клекнуо је на терену, због емоција, а касније је изјавио да је то била важна побједа за њега лично и за тим. У финалу конференције, Мајами је побиједио Чикаго 4:1 и пласирао се у друго финале у историји, гдје је поражен од Далас маверикса 4:2 у серији. Џејмс је критикован због изгубљеног финала, а посебно што је у последњој четвртини биљежио просјечно три поена. Током плеј офа, биљежио је 17,8 поена по утакмици, што је 8,9 поена мање од просјека који је имао у регуларном дијелу, и највећи је пад просјека поена у регуларном дијелу и плеј офу неког играча у историји лиге.

#### 2011–2013: Двије титуле заредом
Након пораза у финалу од Даласа, одустао је од улоге зликовца коју је створио о себи, што му је, како је рекао, помогло да врати осјећај радости на терену. Такође, одлучио је да током паузе поправи игру „лажног потеза“, због чега је радио са Хакимом Олајџувоном. Предвођени Џејмсом, који је побољшао своје вјештине, Мајами је почео сезону са најбољим учинком у историји, од 18 побједа и 6 пораза. Сезону је завршио са просјеком од 27,1 поен, 7,9 скокова, 6,2 асистенције и 1,9 украдених лопти по утакмици, уз проценат шута 53%.
У плеј офу, Мајами је у првој рунди побиједио Њујорк никсе са 4:1 у серији, након чега је играо против Индијане у полуфиналу конференције. Крис Бош је морао да пропусти серију због повреде и Индијана је повела са 2:1. На четвртој утакмици, Џејмс је постигао 40 поена, 18 скокова и 9 асистенција, за побједу од 101:93 и 2:2 у серији. Како би надокнадили одсуство Боша, Мајами је играо са ниском петорком, у којој је Џејмс играо центра, а наставили су да играју у тој формацији и након што се Бош вратио за финале конференције, против Бостона. У финалу, Мајами је повео 2:0 у серији, након чега је Бостон добио три утакмице заредом и преокренуо на 3:2. У шестој утакмици, Џејмс је постигао 45 поена, 15 скокова и 5 асистенција, за побједу од 98:79 и 3:3 у серији; његову игру, The New York Times је назвао „партијом која му је дефинисала каријеру“. Мајами је побиједио на седмој утакмици и пласирао се у финале лиге трећи пут у историји и други пут заредом; у финалу, играли су против Оклахома Сити тандера, које је предводио Кевин Дурант. Оклахома је побиједила на првој утакмици, након чега је Мајами побиједио на наредне двије. У четвртој утакмици, погодио је тројку у финишу за побједу од 104:98 и 3:1 у серији. У петој утакмици, остварио је трипл дабл, постигавши 26 поена, уз 11 скокова и 13 асистенција; Мајами је побиједио 121:106 и са 4:1 у серији, освојили су другу титулу у историји, док је Џејмс освојио прву титулу у каријери. У финалу, просјечно је биљежио 28,6 поена, 10,2 скока и 7,4 асистенције по утакмици и добио је награду за најкориснијег играча финала. Током плеј офа, биљежио је просјечно 30,3 поена, 9,7 скокова и 5,6 асистенција по утакмици, а касније, ESPN је његов учинак рангирао као други најбољи у историји модерног доба лиге.
У сезони 2012/13, у фебруару, остваривао је просјечно 29,7 поена и 7,8 асистенција, а поставио је и разне шутерске рекорде. Истог мјесеца, Мајами је почео серију побједа, која је на крају трајала 27 утакмица, што је трећа најдужа побједничка серија у историји лиге. Због ових успјеха, часопис Sports Illustrated, описао је Џејмсове игре у фебруару као „мјесец за вјекове“. Мајами је завршио сезону на првом мјесту у конференцији, са 66 побједа и 16 пораза, што је био најбољи резултат тима у историји. Џејмс је добио награду за МВП-ија по четврти пут, са 120 од 121 гласа за прво мјесто и фалио му је само један глас да постане први играч у историји лиге који је добио награду једногласно; један глас добио је Кармело Ентони. Сезону је завршио са просјеком од 26,8 поена, 8 скокова, 7,3 асистенције и 1,7 украдених лопти по утакмици, уз проценат шута 56,6%.
У плеј офу, Мајами је у прве двије рунде побиједио Милвоки баксе 4:0 у серији и Чикаго булсе са 4:1, након чега су играли против Индијане у финалу конференције. У првој утакмици финала, Џејмс је погодио са звуком сирене за побједу од 109:108 након продужетка. Током серије, учинак осталих играча Мајамија је значајно опао, због чега је Џејмс изјавио да се вратио у дане са Кливлендом. Био је најбољи стријелац тима на свакој утакмици, а Мајами је побиједио 4:3 и пласирао се у финале лиге, гдје је играо против Сан Антонија, што је за Џејмса био реванш првог финала, када је шест година раније, изгубио са Кливлендом; упоређујући два финала, рекао је да је много бољи играч него што је био тада. На почетку серије, критикован је због недостатка агресивности и лошег избора шута, а Мајами је губио 3:2. У шестој утакмици, остварио је други трипл дабл у серији; постигао је 32 поена, од чега 16 у четвртој четвртини, у побједи од 103:100 након продужетка, за 3:3 у серији. У седмој утакмици постигао је 37 поена, уз 12 скокова, чиме је изједначио рекорд по броју постигнутих поена у седмој утакмици; Мајами је побиједио 95:88 и са 4:3 у серији, освојили су другу титулу заредом. Просјечно је биљежио 25,3 поена, 10,9 скокова, 7 асистенција и 2,3 украдене лопте и добио је награду за најкориснијег играча финала по други пут.

#### 2013–2014: Последња сезона
На дан 3. марта 2014, постигао је рекорд каријере, 61 поен против Шарлот бобкетса; такође, то је био рекорд Мајамија по броју поена једног играча на утакмици. Током сезоне 2013/14, био је један од ријетких стандардних играча у тиму, јер је због повреда, Мајами користио 20 различитих стартних постава. Мајами је завршио на другом мјесту у конференцији, са 54 побједе и 28 пораза. Џејмс је двапут изабран за играча недеље и двапут за играча мјесеца; сезону је завршио са просјеком од 27,1 поен, 6,9 скокова и 6,4 асистенције, уз проценат шута 56,7%, а изабран је у идеалну петорку у први тим по осми пут у каријери, као и у други одбрамбени тим лиге. У плеј офу, Мајами је у првој рунди побиједио Шарлот 4:0. У полуфиналу конференције, у четвртој утакмици, изједначио је рекорд каријере у плеј офу, са постигнутих 49 поена, а Мајами је побиједио Бруклин нетсе 4:1 у серији. У финалу конференције, побиједили су Индијану 4:2, чиме се Мајами пласирао у четврто финале лиге заредом, поставши тако четврти тим у историји који је то успио. У финалу, на првој утакмици против Сан Антонија, Џејмс је постигао 25 поена у прве три четвртине, а Мајами је водио пет поена разлике; у четвртој четвртини, није играо због грчева у ногама и Сан Антонио је побиједио 110:95. На другој утакмици, постигао је 35 поена, уз проценат шута 64% и Мајами је изједначио на 1:1. Изгубили су 4:1 у серији, а Џејмс је, у финалу, биљежио просјечно 28,2 поена, 7,8 скокова и двије украдене лопте по утакмици.

### Повратак у Кливленд
На дан 25. јуна 2014, одлучио је да раскине уговор са Мајамијем, а 1. јула је постао слободан агент. На дан 11. јула, изјавио је за часопис Sports Illustrated да намјерава да се врати у Кливленд. За разлику од Одлуке, његова објава да се враћа у Кливленд добро је прихваћена. На дан 12. јула, званично је потписао уговор са тимом, који је током четири сезоне без Џејмса, остварио негативни рекорд, од 97 побједа и 215 пораза. Мјесец дана касније, у тим је дошао Кевин Лав и заједно са Кајријем Ирвингом, формирали су нови трио у борби за титулу.

#### 2014–2016: Трећа титула и финале
У јануару 2015, паузирао је двије недеље због истегнућа кољена и бола у доњем дијелу леђа, што је била најдужа пауза коју је имао у каријери. Укупно, играо је 69 утакмица у сезони, што је био најмањи број утакмица у току једне сезоне које је одиграо у каријери; постизао је просјечно 25,3 поена, 6 скокова и 7,4 асистенције по утакмици. У плеј офу, Кливленд је побиједио Бостон 4:0 у првој рунди, док је у другој рунди играо против Чикага; на четвртој утакмици, погодио је за побједу са звуком сирене, чиме је изједначио на 2:2 у серији. Кливленд је побиједио са 4:2 у серији и пласирали су се у финале конференције, гдје су играли против Атланте, коју су побиједили 4:0 и пласирали су се у финале, прво за тим од 2007 и шесто за Џејмса, од чега пето заредом, чиме је постао први играч који је наступио у финалу пет пута заредом након Била Расела 1960-их. Кливленд је у финалу играо против Голден Стејта, а Ирвинг и Лав су углавном били повријеђени и нису играли, због чега је Џејмс имао више одговорности у нападу. Кливленд је, предвођен Џејмсом, повео 2:1 у серији; у петој утакмици, при резултату 2:2, Џејмс је постигао 40 поена за Кливленд, а Стеф Кари 37 за Голден Стејт, који је побиједио 104:91. Голден Стејт је побиједио и на шестој утакмици и са 4:2 у серији, освојили су титулу. Иако је Кливленд изгубио, Џејмс је био кандидат за најкориснијег играча финала, али је Андре Игодала добио награду. У финалу, биљежио је просјечно 35,8 поена, 13,3 скока, и 8,8 асистенција по утакмици, а током сезоне, постао је најбољи асистент Кливленда свих времена.
Током сезоне 2015/16, био је умијешан у више контроверзи, укључујући и отпуштање тренера Дејвида Блата. Упркос томе, Кливленд је завршио на првом мјесту у Источној конференцији, са 57 побједа и 25 пораза. Просјечно је биљежио 25,3 поена, 7,4 скока и 6,8 асистенција, уз 52% шута. Током прве три рунде плеј офа, Кливленд је изгубио само двије утакмице и пласирали су се у ново финале против Голден Стејта, који је поставио нови рекорд лиге, са 73 побједе. Након прве четири утакмице, Голден Стејт је водио 3:1 у серији, након чега је, у петој и шестој утакмици, Џејмс постигао по 41 поен, а Кливленд изједначио на 3:3. На седмој утакмици, остварио је трипл дабл, уз неколико кључних потеза, као што је блокада Игодале; постигао је 27 поена, а Кливленд је побиједио 93:89 и освојио прву титулу у историји тима, као и прву титулу за неки спортски клуб из Кливленда након 52 године: такође, Кливленд је постао први тим у историји НБА који је освојио титулу након што је губио 3:1 у серији. Џејмс је постао трећи играч који је остварио трипл дабл у седмој утакмици финала, а биљежио је просјечно 29,7 поена, 11,3 скока, 8,9 асистенција, 2,3 блокаде и 2,6 украдених лопти. Постао је први играч у историји који је био најбољи у свих пет статистичких категорија у финалу, од свих играча оба тима и постао је први играч у историји који је једногласно изабран за најкориснијег играча финала.

#### 2016–2018: Два финала и одлазак
У сезони 2016/17, имао је проблема са повредама, а Кливленд је биљежио неочекиване поразе; касније, описао је сезону као једну од најчуднијих у каријери. Након пораза од Њу Орлеанс пеликанса у јануару 2017. критиковао је управу јер није створила тим са више великих имена, након чега су из управе критиковали њега. Кливленд је сезону завршио на другом мјесту у конференцији, са 51 побједом и 31 поразом, док је Џејмс просјечно биљежио 26,4 поена, 8,6 скокова, 8,7 асистенција и 4,1 украдену лопту по утакмици. На трећој утакмици прве рунде плеј офа, постигао је 41 поен, уз 13 скокова и 12 асистенција у побједи од 119:114 послије преокрета против Индијане, која је водила 25 разлике на полувремену, чиме је Кливленд надокнадио највећи заостатак на полувремену у историји плеј офа. На петој утакмици финала конференције, против Бостона, постигао је 35 поена и престигао је Џордана на листи најбољих стријелаца плеј офа. Кливленд је побиједио на утакмици и са 4:1 у серији, прошли су у финале лиге, гдје су трећи пут заредом играли против Голден Стејта. Кливленд је изгубио 4:1 у серији, а Џејмс је биљежио просјечно 33,6 поена, 12 скокова и 10 асистенција, чиме је постао први играч у историји који је у финалу просјечно остварио трипл дабл.
Прије почетка сезоне 2017/18, Ирвинг је трејдован у Бостон, јер није хтио више да игра са Џејмсом. Након слабијег почетка сезоне, Кливленд је у децембру 2017, побиједио на 18 од 19 утакмица. Њихова серија почела је побједом на утакмици против Вашингтона, гдје је Џејмс постигао 57 поена, што му је други највећи број поена на једној утакмици, а изједначио је највећи број поена неког играча Кливленда на једном мечу. У јануару, Кливленд је биљежио доста пораза, а Џејмс је критикован због тога што се није трудио довољно. На дан 30. марта, поставио је рекорд лиге са 867 утакмица заредом на којима је постигао двоцифрени број поена. Сезону је завршио са просјеком од 27,5 поена, 8,6 скокова, 9,2 асистенције и 4,2 украдене лопте по утакмици. Кливленд је сезону завршио на четвртом мјесту у конференцији, а у првој рунди плеј офа, побиједили су Индијану 4:3; на другој утакмици, постигао је 46 поена, укључујући и кош за побједу 100:97 са звуком сирене, након чега је на седмој утакмици, постигао 45 поена за побједу од 105:101. У полуфиналу конференције, Кливленд је побиједио Торонто репторсе 4:0 у серији; на првој утакмици, Џејмс је постигао кош са звуком сирене за побједу од 113:112 након продужетка, док је на другој утакмици постигао 43 поена. У финалу конференције, Кливленд је играо против Бостона и побиједио је 4:3, а Џејмс је на три утакмице постигао преко 40 поена; Кливленд је тако дошао до четвртог финала заредом, сва четири против Голден Стејта, а Џејмс је стигао до осмог финала заредом. У првој утакмици, поставио је рекорд каријере по броју поена у плеј офу, са 51, али је Кливленд изгубио 124:114 након продужетка. Послије утакмице, повриједио је шаку након што је ударио у зид у свлачионици, што је утицало на његов учинак у остатку серије. Кливленд је изгубио са 4:0, а Џејмс је просјечно биљежио 34 поена, 8,5 скокова и 10 асистенција по утакмици у финалу.

### Лос Анђелес лејкерси

#### 2018/19: Повреда и без плеј офа
На дан 29. јуна 2018, раскинуо је уговор са Кливлендом и постао је слободан агент. На дан 1. јула, његова менаџерска компанија — Klutch Sports, објавила је да ће потписати за Лос Анђелес лејкерсе, а уговор је званично потписан 9. јула. У интервјуу за часопис Sports Illustrated, Џејмсов агент — Рич Пол, изјавио је: „током 2010, када је отишао у Мајами, било је то због титуле. Године 2014, када се вратио у Кливленд, било је то да би испунио обећање. А 2018, једноставно ради оно што хоће.“ Реакције на прелазак су углавном биле позитивне, за разлику од тренутка када је први пут напустио Кливленд, али су неки медији објавили да Лос Анђелес није био његова најпогоднија дестинација.
Лејкерси су очекивали да ће са Џејмсом поново бити конкурентни за титулу, након што нису успјели да се пласирају у плеј оф од сезоне 2013/14, а последњи пут су играли у финалу у сезони 2009/10. Након што су довели Џејмса, Лејкерси су довели још неке ветеране и плејмејкере, као што су Џонатан Вилијамс и Тајсон Чандлер. Тим није могао да пронађе идеалну петорку и у првих седам утакмица, побиједили су на само двије. На дан 14. новембра, постигао је 44 поена, 10 скокова и девет асистенција, у побједи против Портланд трејлблејзерса, а четири дана касније, постигао је 51 поен у побједи против Мајамија. Након побједе над Голден Стејтом на Божић, Лејкерси су дошли до учинка од 20 побједа и 14 пораза, али је Џејмс доживио повреду препона, прву велику повреду у каријери. Пропустио је 17 утакмица заредом, што му је било највише у каријери, а без њега, Лејкерси су доживјели велики број пораза и остали су без шанси за плеј оф. То је био први пут да Џејмс није прошао са тимом у плеј оф од 2005. и први пут да није играо финале лиге од 2010. На дан 7. марта, Лејкерси су објавили да је Џејмс пристао да игра мање минута, а 30. марта, званично је отписан за остатак сезоне. Прву сезону у Лејкерсима завршио је са просјеком од 27,4 поена, 8,5 скокова и 8,3 асистенције по утакмици, а поред тога што је пропустио већи дио сезоне, изабран је у идеални тим у трећу петорку, што је био први пут након 12 година, да се није нашао у првој петорци.

#### 2019/2020: Четврта титула
Прије почетка сезоне 2019/20, Френк Вогел је постављен за новог тренера Лејкерса и одмах је трејдовао велики број младих играча у Њу Орлеанс, у замјену за Ентонија Дејвиса. Џејмс је прихватио побољшање тима и промијенио је стил игре, премјестио се на позицију бека за стално и више се посветио одбрани. Лејкерси су сезону почели са 17 побједа и два пораза на првих 19 утакмица, од чега су остварили десет побједа заредом и изједачили најбољи старт сезоне у историји тима. На дан 25. јануара, престигао је Брајанта на трећем мјесту на листи најбољих стријелаца НБА лиге свих времена, дан прије него што је Брајант погинуо у паду хеликоптера. Почетком марта, Лејкерси су побиједили лидера Источне конференције — Милвоки, након чега су побиједили Лос Анђелес клиперсе 112:103, прије него што је сезона прекинута због пандемије ковида 19. Настављена је у јулу, а завршена у августу, у оквиру балона у Орланду. Лејкерси су сезону завршили на првом мјесту у Западној конференцији, са 52 побједе и 19 пораза, док је Џејмс завршио сезону као најбољи асистент лиге, по први пут у каријери, остваривши просјек од 10,2 асистенције по утакмици.
У плеј офу, Лејкерси су побиједили Портланд и Хјустон рокетсе са по 4:1 у прве двије рунде, након чега су побиједили Денвер нагетсе у финалу конференције, такође 4:1. У петој утакмици, Џејмс је постигао 38 поена, од чега 16 у четвртој четвртини, уз 16 скокова и 10 асистенција, чиме је донио Лејкерсима прву титулу првака конференције након десет година. У финалу лиге, Лејкерси су играли против Мајамија, са којим је Џејмс освојио прве двије титуле у каријери; повели су 2:0 у серији, а Џејмс је постигао 33 поена у другој утакмици. На петој утакмици, постигао је 49 поена, уз 13 скокова и седам асистенција, али су Лејкерси изгубили 111:108; Џими Батлер је за Мајами постигао 35 поена, уз 12 скокова и 11 асистенција. На шестој утакмици, Лејкерси су побиједили 106:93 и са 4:2 у серији, освојили су титулу, чиме је Џејмс освојио титулу по четврти пут, а такође, четврти пут је проглашен за најкориснијег играча финала. Са 35 година и 287 дана, постао је други најстарији играч у историји НБА који је освојио награду, а такође, постао је једини играч у историји који је награду освојио са три различита тима. Џејмс и његов саиграч — Дени Грин, постали су трећи и четврти играч у историји лиге који су освојили титулу са по три различита тима.

#### 2020/2021
На дан 31. децембра 2020, постао је први играч у историји НБА лиге који је постигао минимум 10 поена на хиљаду утакмица заредом, у побједи од 121:107 против Сан Антонија. Два мјесеца касније, постао је трећи играч у историји НБА који је постигао 35,000 поена, након Карима Абдул Џабара и Карла Малона, а са 36 година и 50 дана, постао је најмлађи играч који је то остварио.

## Репрезентативна каријера
За репрезентацију Сједињених Америчких Држава дебитовао је на Олимпијским играма 2004. у Атини. Током Игара, углавном је сједио на клупи, а играо је просјечно 14,6 минута и биљежио је 5,8 поена и 2,6 скокова на осам утакмица. Са репрезентацијом је освојио бронзану медаљу, чиме су постали први тим САД који није освојио златну медаљу откако су у састав репрезентације укључени активни играчи из НБА лиге. Џејмс је сматрао да је то што је играо мало било лоше за репрезентацију и да му није дата фер шанса да игра. Његово понашање током Игара, новинари — Адријан Војнаровски и Питер Весчеј, описали су као „без поштовања и неукусно“.
На Свјетском првенству 2006. у Јапану, имао је већу улогу у тиму и биљежио је просјечно 13,9 поена, 4,8 скокова и 4,1 асистенцију по утакмици, као замјеник капитена. Тим је завршио такмичење са осам побједа и једним поразом, у полуфиналу од Грчке, након чега су у утакмици за треће мјесто побиједили Аргентину и Џејмс је поново освојио бронзану медаљу. Поново је критикован због понашања, овога пута од стране саиграча — Бруса Бовена, који се сукобио са њим током пробе, према једном од чланова особља.
Прије него је уврштен на списак за Олимпијске игре 2008, директор репрезентације — Џери Колангело и селектор — Мајк Шишефски, дали су му ултиматум да побољша своје понашање и послушао је њихов савјет. На Америчком првенству 2007, постизао је просјечно 18,1 поен, 3,6 скокова и 4,7 асистенција по утакмици, што је био најбољи просјек неког америчког играча у квалификацијама за Олимпијске игре. САД су оствариле скор 10-0, освојиле златну медаљу и квалификовале се за Игре у Кини. Џејмс је похвалио став тима и искуство, изјавивши: „мислим да нисмо схватали шта значи носити дрес САД и представљати све те људе 2004. Дефинитивно знамо то сад.“ На Олимпијским играма, САД су оствариле све побједе и освојиле златну медаљу, прву након Игара 2000. У финалу, против Шпаније, постигао је 14 поена, уз шест скокова и три асистенције.
Није играо на Свјетском првенству 2010, али се вратио у тим за Олимпијске игре 2012. у Лондону. Постао је лидер тима, заједно са Брајантом, који је тад имао 34 године и најавио је повлачење из репрезентације. Играо је добро и у нападу и у одбрани и постизао кошеве када је било потребно. Током утакмице против Аустралије, остварио је први трипл дабл за САД на Олимпијским играма у историји репрезентације, са 11 поена, 14 скокова и 12 асистенција. САД су освојиле златну медаљу други пут заредом, поново побједом у финалу против Шпаније. У финалу, Џејмс је постигао 19 поена, поставши тако најбољи стријелац у историји репрезентације. Такође, постао је други играч, након Мајкла Џордана, који је у истој години освојио НБА лигу, награду за МВП-ија лиге, МВП-ија финала и златну медаљу на Олимпијским играма. Након Игара, Шиишефски је изјавио о њему: „он је најбољи играч, он је најбољи лидер и паметан је као и било ко други ко игра игру тренутно.“

## Профил и стил игре
Висок је 2,06 m, тежак 113 kg, а већину каријере је провео играјући на позицијама крила и крилног центра, али такође игра и на другим позицијама ако је потребно. Због стила игре, који је разноврстан, поређен је са члановима куће славних — Оскаром Робертсоном, Меџиком Џонсоном и Мајклом Џорданом. До септембра 2020, просјек каријере био му је 27,1 поен, 7,4 скока, 7,4 асистенције, 1,6 украдених лопти и 0,8 блокади по утакмици. Од 2011, рангиран је као најбољи играч у НБА од стране мреже ESPN и часописа Sports Illustrated.

### Напад
Као руки, са 18 година, био је најбољи стријелац Кливленда у сезони. Такође, рекордер је у више дисциплина за најмлађег играча, укључујући и то да је постао најмлађи играч који је постигао 30,000 поена у каријери у НБА. Током првог периода у Кливленду, примарно је играо са лоптом, као крилни плејмејкер, а иако је био примарно фокусиран на шут са дистанце, такође је постао један од бољих играча у продору на кош. Са комбинацијом брзине, хитрости и висине, често ствара проблеме за противничке играче, јер је способан да предрибла више играче и да погађа поред нижих. Ти његови квалитети дошли су до изражаја посебно у контра нападима, гдје је стекао репутацију да, након дефанзивног скока, иде са лоптом на противнички кош. У истом периоду, критикован је због непоузданог шута при скоку или одлагање игре. Тимови су покушавали да искористе те слабости тако што би оставили простор на средини терена, приморавајући га да шутира за три поена или за два поена са даљине, што је стратегија коју је највише користио Грег Попович у финалу између Сан Антонија и Кливленда 2007, када је Џејмс имао само 36% процента шута из игре, на четири утакмице.
Након што је прешао у Мајами, тренер — Ерик Спелстра, промијенио му је позицију. Више времена је проводио у рекету и побољшао је избор шутева и прецизност скок шута. Такође је научио како да ради без лопте, у формацији Мајамија у нападу која је названа „pass-happy“. Због тих побољшања, остваривао је велики број поена по утакмици, уз једне од највећих процената шута у каријери. Током тог периода, Том Хаберстох је за ESPN изјавио да су Џејмсова највећа слабост слободна бацања, назвавши их просјечним. У свом другом периоду у Кливленду, опала му је продуктивност, због уласка у средње године, а током 2015. и 2016, имао је најмањи просјек поена по утакмици од своје руки сезоне. Такође, шут му је био слабији и рангиран је као најгори високопрофилни шутер у НБА. Упркос тим промјенама, остао је добар нападач, који побјеђује одбрамбене играче са контролом тијела, снагом и промјењивом брзином у нападу.
У већем дијелу каријере, контролисао је напад као примарни играч са лоптом у тиму. Његове способности као плејмејкера, углавном се сматрају једном од његових главних вјештина, а аналитичари су га сврстали међу најбоље додаваче у историји лиге. Користећи своју висину, визију и пажњу коју добија од противничких играча, ствара саиграчима шансе за лаке поене са прецизним асистенцијама. Спроводи неконвенционалне пасеве, као што су код варке при шуту или поред више одбрамбених играча. Његова необична склоност да нађе слободног играча приморала је тимове да укључе неке елементе зонске одбране у стратегију, како би  боље покрили слабију страну терена и спријечили Џејмса да додаје лопту играчима на отвореном шуту. На почетку каријере, критикован је због пасова када је под притиском, посебно што се одлучивао да дода лопту умјесто да шутне у последњим секундама тијесних утакмица. У наставку каријере, како се мијењао, мијењала се и његова склоност ка пасовима и постао је један од најбољих шутера у последњим тренуцима у лиги.

### Одбрана
На почетку каријере у НБА, сматран је слабим одбрамбеним играчем, али се, током година, успоставио као један од најбољих у лиги. Године 2009, постао је познат по блокадама након контра напада; покушавајући да стигне противничког играча, блокирао би га на шуту отпозади. Током периода у Мајамију, развио се у разноврсног одбрамбеног играча, а тим се ослањао на њега да покрива свих пет позиција када затреба. Заједно са Шејном Батјеом и Двејном Вејдом, у Мајамију је био дио ултра агресивне одбране, а без лопте, позиционирао се за скок у одбрани или би помагао саиграчима у рекету. Почетком 2014, поједини аналитичари су изјавили да су његове одбрамбене вјештине у опадању, због слабијег труда и због година. Током другог периода у Кливленду, његова одбрана је значајно ослабила, а обично се спорије враћао у одбрану због жалби на судијске одлуке; пружао је мање помоћи без лопте и био је мање агресиван у Пик енд рол игри. Сам је изјавио да узима слободно вријеме повремено, кад је у свом „опуштеном моду“. Стекао је репутацију играча који подиже ниво одбране у плеј офу, а поједини аналитичари су његову одбрану назвали „плеј од Леброн“.

## Заоставштина
Средњу школу је напустио као највећи таленат и медијски најпраћенији у историји НБА, према бројним новинарима и аналитичарима, као што су: Рајан Џонс,‍:142 Џеј Билас, Крис Брусар, Сем Смит и Крис Форд, а CBS Sports га је назвао „изабраним“. На почетку каријере у НБА, одмах је оставио добар утисак и проглашен је за рукија године. До јуна 2020, укупно је 16 пута изабран у идеални тим лиге, по чему је рекордер, од чега је 13 пута изабран у прву петорку, по чему је такође рекордер. Добио је четири пута награду за најкориснијег играча лиге, по чему је изједначен са Чејмберленом, а иза је Абдул Џабара, Расела и Џордана; Расел и Џејмс су једини који су награду добили четири пута у пет година. Четири пута је добио награду за најкориснијег играча НБА финала, по чему је на другом мјесту, иза Џордана; изабран је у прву петорку идеалног одбрамбеног тима пет пута заредом, од 2009. до 2013, док је 2014. изабран у другу петорку. Иако никад није добио награду за најбољег одбрамбеног играча, два пута је завршио на другом мјесту у гласању, а навео је да му је добијање награде један од главних циљева у каријери. Предводећи тимове, играо је десет пута у финалу лиге, по чему је изједначен на трећем мјесту са Абдул Џабаром, а иза је Расела са 12 и Сема Џонса са 11 финала; Од десет финала, освојио је титулу четири пута, а неки аналитичари су га критиковали што нема бољи скор  у финалу, док други сматрају да он игра добро у финалу, али да његов тим буде поражен од супериорнијег противника.

„Нико никада није имао толико хипербола које је морао да испуни као Џејмс и испунио је све до последње.“

—НБА аналитичар — Брајан Вајндорст о Џејмсу.
Због дуговјечности каријере и наступа на терену, бројни спортски медији током година уврстили су га на своје листе најбољих играча свих времена: Sports Illustrated га је сврстао на пето мјесто 2016, ESPN га је сврстао на треће мјесто 2016, иза Џордана и Абдул Џабара, а CBS Sports 2017, Fox Sports 2017, Slam 2018. и Bleacher Report 2019, сврстали су га на друго мјесто, иза Џордана, док је у децембру 2019, проглашен за играча деценије 2010—2019. Поред достигнућа на терену, оцијењено је и да је имао утицаја на унапређење статуса играча у НБА, што је проистекло из његове жеље да мијења клубове као слободни агент; Бен Голивер из часописа The Washington Post, сматра да је његов прелазак у Мајами 2010. дефинисао деценију покрета играча и да је суштински преокренуо однос снага између звијезда и њихових организација. Његови саиграчи, као и противници током каријере, истакли су да има велики утицај; Дрејмонд Грин, против којег је Џејмс играо четири финала заредом, изјавио је: „играчи су преузели контролу над својом судбином. И мислим да многи људи мрзе то... Мислим да су врата која је он отворио за спортисте , а посебно за кошаркаше, највеће достигнуће.“
Дио је бројних дебата о томе ко је најбољи играч свих времена и често се пореди са Џорданом. Године 2016, у интервјуу за Sports Illustrated, изјавио је да му је главна мотивација да престигне Џордана као најбољи свих времена. У фебруару 2018, вебсајт The Ringer, цијелу недељу је посветио њима двојици, а аутор — Бил Симонс, на крају је закључио да је Џордан и даље испред. У бројним анкетама, изгласан је на друго мјесто, иза Џордана, а испред Брајанта. У анкети 2018. у којој су били укључени само њих двојица, Џордан је добио 82%, а Џејмс 18% гласова; у анкети 2019. Џордан је добио 73% гласова, Џејмс 11,9%, а Брајант 10,6% гласова. Резултати су углавном базирани на основу година, јер старије особе углавном бирају Џордана. Дејвис et al. из вебсајта Business Insider, изјавио је: „подаци показују да се млађи, више ангажовани НБА навијачи, приклањају Џејмсу, јер он још увијек игра. Старије генерације, које су гледале Џордана како игра, данас се приклањају Џордану.“ Сем Квин из телевизије CBS Sports, рекао је да је Џејмс најближи изазивач Џордана, изјавивши: „граница за грешку када је Џордан умијешан је невјероватно мала. У расправи оних опсједнутих прстеновима, Џордан има више титула и беспрекоран резултат у финалима, што има велику тежину.“

## Ван терена

### Приватни живот
Са дјевојком из средње школе — Саваном Бринсон, има троје дјеце. Године 2004, добили су сина — Бронија, након чега су добили другог сина 2007 — Бруса Максимуса и ћерку, Зури Нову 2014. Савану је запросио 31. децембра 2011, а вјенчали су се 14. септембра 2013, у Сан Дијегу, у Калифорнији. Његов најстарији син — Брони, у дјетињству је играо више спортова, укључујући фудбал и кошарку, али му Џејмс није дозвољавао да игра хокеј на леду или амерички фудбал, из безбједоносних разлога.
Током три године које је провео у Мајамију, становао је у насељу Коканат Гроув, гдје је купио вилу на три спрата, са погледом на плажу Бискајн беј, за 98 милиона долара. У новембру 2015, купио је вилу од 870 m, у Брентвуду у Лос Анђелесу, за око 21 милион долара.
Године 2020, спасао је Кармела Ентонија из воде, када је струја одвукла са брода, на којем су били заједно са Двејном Вејдом и Крисом Полом на екскурзији у Бахамима. Ентони је описао инцидент у преносу уживо на друштвеној мрежи Instagram, у марту 2020.
Спроводи строги режим вјежби и дијета, како би водио рачуна о здрављу.

### Слика у јавности
До 2015, многи новинари, критичари и играчи, сматрају да је он „лице НБА“. Његово мишљење има великог утицаја на људе који доносе битне одлуке у лиги; године 2014, затражио је од комесара лиге — Адама Силвера, да повећа паузу након Ол-стара, што је уведено од наредне сезоне. На дан 13. фебруара 2015, изабран је за првог потпредсједника Асоцијације играча НБА лиге (NBPA).
Током каријере, часопис Forbes, рангирао га је као једног од најутицајнијих спортиста на свијету, а 2017, нашао се на листи 100 најутицајнијих људи на свијету, од стране часописа Time. Током првог периода у Кливленду, локални навијачи су га обожавали, а компанија Sherwin-Williams, приказала је огромни банер на којем је био Џејмс, у свом сједишту. Упркос привржености навијача и критичара према њему, били су љути када је, на бејзбол утакмици између Кливленд индијанса и Њујорк јенкија, носио качкет Јенкија. Због својих потеза 2010, када је био слободан агент, а нарочито због емисије Одлука, означен је као један од најомраженијих спортиста у САД. До 2013, његова слика у јавности се углавном поправила и ESPN га је прогласио за најпопуларнијег играча у НБА, други пут у каријери. Године 2014, по први пут је изабран за најпопуларнијег спортисту у САД. Укупно је шест пута био лидер лиге по броју продатих дресова.
Трофеји и предмети који су повезани са њим, били су доста тражени након 2013. Његове руки карте налазе се међу најпродаванијим кошаркашким картама на аукцији икада, а једна од тих карата, поставила је рекорд као најскупље продата карта у модерном спорту, када је продата на аукцији у јулу 2020. за 1,8 милиона долара. Рекорд је, наредног мјесеца оборила руки карта бејзбол играча Микија Траута. Након НБА Ол-стара 2020. сви дресови продати су на аукцији, како би се прикупио новац у хуманитарне сврхе; Џејмсов дрес продат је за 630,000 долара, чиме је поставио рекорд за неки дрес у модерном спорту.
У марту 2008, постао је први црнац и трећи мушкарац икада, након Ричарда Гира и Џорџа Клунија, који се појавио на насловној страни часописа Vogue, гдје је био на слици заједно са Жизел Биндшен. Џемел Хил је за ESPN, написао да сматра да је насловна страна увредљива и незаборавна из погрешних разлога, описујући понашање Џејмса и начин на који држи Биндшен, као копију Кинг Конга, црне звијери која држи бијелу дјевојку у коју је заљубљен.

### Медији и бизнис
Џејмса представља агент Рич Пол, из агенције Klutch Sports. Његов први агент био је Арон Гудвин, кога је напустио 2005, када му је агент постао Леон Роуз. Роуз се придружио агенцији Creative Artists Agency (CAA) 2007. и заједно са Хенријем Томасом, другим агентом CAA, који представља Стива Неша и Двејна Вејда, радио је на довођењу Џејмса у Мајами 2010; напустио је агенцију 2012, од када га представља Пол. Заједно са пријатељима из дјетињства, Полом, Мавериком Картером и Рендијем Мимсом, формирао је спортску маркетиншку компанију — LRMR, након што је напустио Гудвина. Компанија води рачуна о његовом маркетингу, укључујући и емисију Одлука, због које је критикован.
Током каријере, имао је јединствен приступ уговорима у НБА, обично се одлучујући за краће уговоре, како би максимално искористио свој потенцијал за зараду и флексибилност; године 2006, потписао је трогодишњи уговор са Кливлендом, вриједан 60 милиона долара, умјесто максимални четворогодишњи, јер продужетак уговора вриједи више кад је слободан агент. Тај потез омогућио је и Џејмсу, као и Бошу и Вејду да исте сезоне потпишу уговор са Мајамијем. Током другог периода у Кливленду, потписивао је сваке године нови уговор као слободан агент, како би искористио предност за већу зараду, због чега је НБА повећала ограничење плате. Године 2016, потписао је трогодишњи уговор са Кливлендом, чиме је постао најплаћенији играч у лиги по први пут у каријери.
Током каријере, потписао је спонзорске уговоре са бројним компанијама, као што су: Audemars Piguet, Beats Electronics, Coca-Cola, Dunkin' Brands, McDonald's, Nike и State Farm. Након завршетка средње школе, био је предмет обрачуна понудама између три компаније спортске одјеће и опреме — Nike, Reebok и Adidas, а на крају је потписао за Nike, за око 90 милиона долара. Његов потпис донио је велику зараду компанији. Године 2011, компанија Fenway Sports Group, постала је глобални продавац његових права и гарантован му је мањи удио у енглеском фудбалском клубу Ливерпулу, за који је изјавио да навија. На основу плате и спонзорских уговора, један је од најплаћенијих спортиста на свијету. Године 2013, престигао је Брајанта на листи најплаћенијих кошаркаша на свијету, са укупном зарадом од 56,5 милиона долара. Године 2014, зарадио је више од 30 милиона долара на основу дионица у компанији Beats Electronics, подружници компаније Apple; првобитно је потписао уговор за мали улог у компанији, при њеном оснивању, у замјену да промовише њихове слушалице. Часопис Forbes, сврстао га је на шесто мјесто најплаћенијих спортиста 2015, а на треће мјесто 2016, иза Кристијана Роналда и Лионела Месија. Изјавио је да му је сан да има сопствени НБА тим у будућности. Године 2011, отворио је бутик одјеће, под именом UNKNWN, у Мајамију.
Заједно са комичарем — Џимијем Кимелом, био је домаћин Еспи награда 2007, а гостовао је у премијери 33 сезоне скеч комедије Суботом увече уживо. Такође, глумио је у епизоди HBO серије — Свита, у којој су се такође појављивали, између осталих, Том Брејди, Кристина Агилера, Кање Вест, Скарлет Јохансон и Мет Дејмон. Године 2015, глумио је самога себе у филму Хаос у најави и добио је позитивне критике за свој наступ. Исте године, његова дигитална видео компанија — Uninterrupted, прикупила је 15,8 милиона долара од компанија — Warner Bros. Entertainment и Turner Sports, како би проширила напоре компаније да приближи спортски садржај публици; одржава се на вебсајту Bleacher Report и користиле су је бројни други спортисти, као што су: Роб Гронкауски и Ричард Шерман.
Заједно са пословним партнером — Мавериком Картером, посједује продукцијску компанију SpringHill Entertainment, чији је први рад био документарни филм преко предузећа Lions Gate — Више од игре, који је објављен 2009. и приказује Џејмса кроз средњу школу. Компанија је продуцирала такође шоу телевизијске мреже NBC — Зид, спортски документарни филм компаније Disney XD — Постајући, серију телевизије Starz — Кајање преживелог, као и анимирану веб серију The LeBrons. Године 2016, CNBC је објавио ТВ шоу Енергичност Кливленда, у којем је гостовао Џејмс, а у којем се четири предузетника из сјеверног Охаја финансирају како би уредили насеља у Кливленду. Године 2017, заједно са Мавериком Картером и Дрејком, продуцирао је документарни филм Винса Картера, под називом Ефекат Картера, који је приказан на  филмском фестивалу у Торонту. У фебруару 2018, објављено је да ће његова продукцијска кућа продуцирати нови филм у оквиру серијала Кућна забава. Касније тог мјесеца, након што је у једном интервјуу говорио против предсједника САД — Доналда Трампа, новинарка телевизијске мреже Fox News — Лаура Инграм, рекла је да је неразумно тражити политички савјет од некога ко прима 100 милиона годишње да би шутирао лопту, написавши још: „ћути и дриблај“. То је допринјело да креира серијал документарних филмова, како би промијенио улогу спортиста у политичком и културном животу; покренуо га је на телевизијској мрежи Showtime, под називом Ћути и дриблај. Године 2018, заједно са Арнолдом Шварценегером, покренуо је компанију Ladder, која производи додатке исхрани, како би помогао спортистима у борби са грчевима, након што је и сам имао проблема са њима током финала 2014.
Године 2012, заједно са Картером и Полом Вачером, уложио је мање од милион долара у ланац ресторана брзе лежерне хране — Blaze Pizza, у Пасадени; њихова инвестиција је до 2017. порасла на 25 милиона долара. Касније је постао заступник компаније и почео је да је промовише у рекламама, након што му је истекао уговор са компанијом McDonald's.
Године 2019, након завршетка сезоне, поднио је захтјев преко фиктивне компаније да патентира заштитни знак за термин „такос уторком“, за коришћење приликом преузимања аудио визуелних радова, у подкастима, на друштвеним мрежама, онлајн маркетингу и забавним сервисима. То је повезано са његовим коришћењем термина на друштвеној мрежи Instagram током породичних вечера са такосима. Захтјев је одбила канцеларија САД за патентирање, наводећи да је то „познати термин, порука или израз, који се користи од стране многих извора који се ослањају на уобичајене, породичне општепознате концепте осјећања“.
У фебруару 2019, објављено је да ће бити извршни продуцент новог албума репера 2 Chainz — Rap or Go to the League. Продукцијска кућа — Def Jam, објавила је да је намјера албума „да прославља црначку изврсност и да се фокусира на моћ образовања и предузетништва.“ Такође, објављено је да наслов „изазива мишљење да је једина могућност у граду из унутрашњости, да постанеш репер или играч са лоптом.“
До априла 2021, најпраћенији је кошаркаш на друштвеној мрежи Instagram, а четврти је најпраћенији спортиста, иза Кристијана Роналда, Месија и Нејмара.
Године 2020, постао је инвеститор у компанијама tequila, као и у компанији mezcal за бренд Lobos 1707.
Након фрустрација због коментара о покрету Black Lives Matter, који је објавила сенаторка САД — Кели Лефлер из Републиканске странке, која је у том тренутку била власник тима Атланта дримс, помогао је играчици Дримса — Рене Монтгомери, да купи тим.
Године 2021, продужио се компанији Fenway Sports Group, као партнер, чиме је постао један од власника кабловске телевизије New England Sports Network, аутомобилске организације Roush Fenway Racing, бејзбол тима Бостон ред сокси и фудбалског клуба Ливерпул, гдје је већ имао 2% власништва. Након инвестиција, Џејмс и Картер су постали први црни партнери компаније.

### Активизам
Активни је члан непрофитних организација, као што су: After-School All-Stars, Boys & Girls Clubs of America, и Children's Defense Fund. Такође, има своју хуманитарну организацију —  LeBron James Family Foundation, чије је сједиште у Акрону. Од 2005, фондација помаже одржавању годишњег скупа са бициклима, како би се прикупио новац за разне случајеве. Године 2015, потписао је уговор са Универзитетом Акрон, према којем додјељује стипендије за највише 2,300 ученика, од 2021. Године 2016, донирао је 2,5 милиона долара Смитсоновском Музеју Афроамеричке историје и културе, како би подржао изложбу Мухамеда Алија. Године 2017, добио је награду Држављанство Валтер Кенеди , од стране НБА, за службу и посвјећеност заједници. У новембру исте године, школски одбор Акрона, прихватио је отварање јавне основне школе „I Promise School“, која је креирана уз помоћ фондације Леброн Џејмс, како би помогли дјеци која се муче у основним школама, да остану у школи. Касније је изјавио да му је то било најважније професионално остварење у животу, а школа је отворена 30. јула 2018.
Током каријере, заузимао је ставове о бројним контроверзним питањима, а у више прилика, изјавио је да осјећа потребу да покрене промјене користећи свој статус. Та питања укључују Рат у Дарфуру, убиство седамнаестогодишњака Трајвона Мартина 2012, расистички коментар тадашњег власника Шарлот бобкетса — Доналда Стерлинга 2014, као и убиства Афроамериканаца од стране полицајаца 2014. — 44-годишњег Ерика Гарнера у јулу и осамнаестогодишњег Мајкла Брауна, у августу. Након расистичког инцидента у Лос Анђелесу 2017, изјавио је: „Бити црн у Америци је жилаво. Дуг је пут за нас као друштва и за нас као Афроамериканаца док не будемо једнаки у Америци.“ Касније исте године, након митинга Уједињени прави, довео је у питање слоган „Направимо Америку сјајном поново“, који је у својој кампањи раније користио Роналд Реган, а затим и Доналд Трамп, изјавивши: „тужно је оно што се дешава у Шарлотсвилу. Је ли ово правац којим наша држава иде? Направимо Америку сјајном поново, а? Наша омладина заслужује боље!“ Године 2017, Стеф Кари је изјавио да неће ићи у Бијелу кућу да би прославио титулу са Голден Стејтом, а Трамп је изјавио да више није добродошао тамо, након чега је Џејмс назвао Трампа разним увредљивим именима. Током интервјуа са новинаром телевизијске мреже CNN — Доном Лемоном 2018, оптужио је Трампа да жели да подијели државу преко спорта, изјавивши да спорт никада није био нешто што дијели људе, већ нешто што их спаја. Рекао је да никада неће сједјети преко пута њега, иако је сједио преко пута Барака Обаме. Као одговор, Трамп је написао: „Леброна Џејмса је управо интервјуисао најглупљи човјек на телевизији, Дон Лемон. Учинио је да Леброн изгледа паметно, што није лако урадити.“ Подржао је Колина Каперника током протествовања химне, када је клечао на терену, изјавивши да је прогоњен због расе и да би га он ангажовао да посједује НФЛ тим. Носио је одјећу у знак подршке више пута у емисијама.
У јуну 2018, донирао је 20,000 долара предсједничкој кампањи Обаме. Касније током године, окупио је скоро 20,000 људи у арени Квиксен, како би слушали телевизијску рекламу Обаме од 30 минута — Америчке приче, америчка рјешења. Реклама је приказана на великом екрану на бини гдје је Џеј-Зи касније одржао бесплатан концерт. У новембру 2016, подржавао је и учествовао је у кампањи Хилари Клинтон за предсједника.
Током протеста у Хонгконгу 2019/20, реаговао је на твит Дерила Морија из Хјустона, који је затим обрисан; Мори је изјавио да подржава про демократски покрет у Хонгконгу, што је постало предмет контроверзи, након чега је Џејмс изјавио да је Мори погрешно информисан. Заузео је ставове по питању бројних других спортских контроверзи, као што су проблеми Каперника у НФЛ-у и крађа знакова противничких играча од стране Хјустон астроса у МЛБ-у.
У августу 2020, носио је модификован качкет слогана „Направимо Америку сјајном поново“, путем које је позивао на хапшење полицајаца који су били укључени у убиство Брионе Тејлор. На дан 19. августа 2020, објавио је да намјерава да учествује у кампањи Џоа Бајдена за предсједничке изборе 2020. Говорио је за покрет „Више од гласа“, путем којег је храбрио Афроамериканце да гласају, изјавивши: „људе у нашој заједници су лагали много година. Имамо људе који су осуђивани у прошлости, а којима је речено да не могу да гласају јер су осуђивани. То је сузбијање бирача.“
На дан 27. августа 2020, заједно са саиграчима из Лејкерса и играчима Милвокија, почео је да протестује плеј оф због убиства Џејкоба Блејка. Виши савјетник Бијеле куће — Џаред Кушнер, изјавио је да планира да прича са Џејмсом о бојкоту; због жеље играча да разговарају, посјетили су Барака Обаму, који их је савјетовао да играју плеј оф и да заврше сезону.

## Филмографија

### Филмови
| Година | Назив                                             | Улога    | Напомене         |
| ------ | ------------------------------------------------- | -------- | ---------------- |
| 2008.  | Више од игре                                      | Сам себе |                  |
| 2009.  | Коцкасти коријени: Прича о Сунђер Бобу Коцкалонеу | Сам себе |                  |
| 2015.  | Хаос у најави                                     | Сам себе |                  |
| 2018.  | Стопалићи                                         | Гванги   | Гласовна улога   |
| 2021.  | Свемирски баскет: Ново наслеђе                    | Сам себе | Такође продуцент |

### Телевизија
| Година     | Назив                                                          | Улога    | Напомене                                        |
| ---------- | -------------------------------------------------------------- | -------- | ----------------------------------------------- |
| 2004.      | Моја жена и дјеца                                              | Сам себе | Сезона 4, епизода 19                            |
| 2005.      | Симпсонови                                                     | Сам себе | Сезона 16, епизода 8: „Хомер и Аве Марија Неда“ |
| 2007.      | Уживо суботом увече                                            | Сам себе | Епизода: Леброн Џејмс / Кање Вест               |
| 2009.      | Свита                                                          | Сам себе | Сезона 6, епизода 12                            |
| 2009.      | Сунђер Боб Коцкалоне                                           | Сам себе | Епизоде 123 и 124: „Коцка је бачена“            |
| 2011–2014. | Лебронови                                                      | Сам себе | Главна улога                                    |
| 2015.      | Покајање преживелог                                            | Сам себе | Сезона 2, епизода 15                            |
| 2016.      | Мали Титани Напријед!                                          | Сам себе | Сезона 3, епизода 23                            |
| 2018—      | Радња                                                          | Домаћин  | Извршни продуцент                               |
| 2020.      | Дипломирајте заједно: Америка части разреде средње школе 2020. | Домаћин  | Извршни продуцент                               |
| 2020.      | Направљено ручно                                               | N/A      | Извршни продуцент                               |

## Статистика каријере
| † | Године када је освојио титулу |

#### Регуларни дио сезоне
| Сезона    | Екипа                | ОУ   | СУ   | МПУ   | ПШ%  | 3П%  | СБ%  | СПУ  | АПУ | УПУ | БПУ  | ППУ   |
| --------- | -------------------- | ---- | ---- | ----- | ---- | ---- | ---- | ---- | --- | --- | ---- | ----- |
| 2003/04.  | Кливленд кавалирси   | 79   | 79   | 39.5  | .417 | .290 | .754 | 5.5  | 5.9 | 1.6 | .7   | 20.9  |
| 2004/05.  | Кливленд кавалирси   | 80   | 80   | 42.4* | .472 | .351 | .750 | 7.4  | 7.2 | 2.2 | .7   | 27.2  |
| 2005/06.  | Кливленд кавалирси   | 79   | 79   | 42.5  | .480 | .335 | .738 | 7.0  | 6.6 | 1.6 | .8   | 31.4  |
| 2006/07.  | Кливленд кавалирси   | 78   | 78   | 40.9  | .476 | .319 | .698 | 6.7  | 6.0 | 1.6 | .7   | 27.3  |
| 2007/08.  | Кливленд кавалирси   | 75   | 74   | 40.4  | .484 | .315 | .712 | 7.9  | 7.2 | 1.8 | 1.1  | 30.0* |
| 2008/09.  | Кливленд кавалирси   | 81   | 81   | 37.7  | .489 | .344 | .780 | 7.6  | 7.2 | 1.7 | 1.1  | 28.4  |
| 2009/10.  | Кливленд кавалирси   | 76   | 76   | 39.0  | .503 | .333 | .767 | 7.3  | 8.6 | 1.6 | 1.0  | 29.7  |
| 2010/11.  | Мајами хит           | 79   | 79   | 38.8  | .510 | .330 | .759 | 7.5  | 7.0 | 1.6 | .6   | 26.7  |
| 2011/12.† | Мајами хит           | 62   | 62   | 37.5  | .531 | .362 | .771 | 7.9  | 6.2 | 1.9 | .8   | 27.1  |
| 2012/13.† | Мајами хит           | 76   | 76   | 37.9  | .565 | .406 | .753 | 8.0  | 7.3 | 1.7 | .9   | 26.8  |
| 2013/14.  | Мајами хит           | 77   | 77   | 37.7  | .567 | .379 | .750 | 6.9  | 6.4 | 1.6 | .3   | 27.1  |
| 2014/15.  | Кливленд кавалирси   | 69   | 69   | 36.1  | .488 | .354 | .710 | 6.0  | 7.4 | 1.6 | .7   | 25.3  |
| 2015/16.† | Кливленд кавалирси   | 76   | 76   | 35.6  | .520 | .309 | .731 | 7.4  | 6.8 | 1.4 | .6   | 25.3  |
| 2016/17.  | Кливленд кавалирси   | 74   | 74   | 37.8* | .548 | .363 | .674 | 8.6  | 8.7 | 1.2 | .6   | 26.4  |
| 2017/18.  | Кливленд кавалирси   | 82   | 82   | 36.9* | .542 | .367 | .731 | 8.6  | 9.1 | 1.4 | .9   | 27.5  |
| 2018/19.  | Лос Анђелес лејкерси | 55   | 55   | 35.2  | .510 | .339 | .665 | 8.5  | 8.3 | 1.3 | .6   | 27.4  |
| 2019/20.† | 67                   | 67   | 34.6 | .493  | .348 | .693 | 7.8  | 10.2 | 1.2 | .5  | 25.3 |       |
| Каријера  | Каријера             | 1265 | 1264 | 38.4  | .504 | .344 | .734 | 7.4  | 7.4 | 1.6 | .8   | 27.1  |
| Ол-стар   | Ол-стар              | 16   | 16   | 28.8  | .525 | .328 | .725 | 6.3  | 6.0 | 1.2 | .4   | 24.1  |

### Плеј оф
| Сезона   | Екипа                | ОУ  | СУ  | МПУ  | ПШ%  | 3П%  | СБ%  | СПУ  | АПУ | УПУ | БПУ | ППУ  |
| -------- | -------------------- | --- | --- | ---- | ---- | ---- | ---- | ---- | --- | --- | --- | ---- |
| 2006.    | Кливленд кавалирси   | 13  | 13  | 46.5 | .476 | .333 | .737 | 8.1  | 5.8 | 1.4 | .7  | 30.8 |
| 2007.    | Кливленд кавалирси   | 20  | 20  | 44.7 | .416 | .280 | .755 | 8.1  | 8.0 | 1.7 | .5  | 25.1 |
| 2008.    | Кливленд кавалирси   | 13  | 13  | 42.5 | .411 | .257 | .731 | 7.8  | 7.6 | 1.8 | 1.3 | 28.2 |
| 2009.    | Кливленд кавалирси   | 14  | 14  | 41.4 | .510 | .333 | .749 | 9.1  | 7.3 | 1.6 | .9  | 35.3 |
| 2010.    | Кливленд кавалирси   | 11  | 11  | 41.8 | .502 | .400 | .733 | 9.3  | 7.6 | 1.7 | 1.8 | 29.1 |
| 2011.    | Мајами хит           | 21  | 21  | 43.9 | .466 | .353 | .763 | 8.4  | 5.9 | 1.7 | 1.2 | 23.7 |
| 2012.†   | Мајами хит           | 23  | 23  | 42.7 | .500 | .259 | .739 | 9.7  | 5.6 | 1.9 | .7  | 30.3 |
| 2013.†   | Мајами хит           | 23  | 23  | 41.7 | .491 | .375 | .777 | 8.4  | 6.6 | 1.8 | .8  | 25.9 |
| 2014.    | Мајами хит           | 20  | 20  | 38.2 | .565 | .407 | .806 | 7.1  | 4.8 | 1.9 | .6  | 27.4 |
| 2015.    | Кливленд кавалирси   | 20  | 20  | 42.2 | .417 | .227 | .731 | 11.3 | 8.5 | 1.7 | 1.1 | 30.1 |
| 2016.†   | Кливленд кавалирси   | 21  | 21  | 39.1 | .525 | .340 | .661 | 9.5  | 7.6 | 2.3 | 1.3 | 26.3 |
| 2017.    | Кливленд кавалирси   | 18  | 18  | 41.3 | .565 | .411 | .698 | 9.1  | 7.8 | 1.9 | 1.3 | 32.8 |
| 2018.    | Кливленд кавалирси   | 22  | 22  | 41.9 | .539 | .342 | .746 | 9.1  | 9.0 | 1.4 | 1.0 | 34.0 |
| 2020.†   | Лос Анђелес лејкерси | 21  | 21  | 36.3 | .560 | .370 | .720 | 10.8 | 8.8 | 1.2 | 0.9 | 27.6 |
| Каријера | Каријера             | 260 | 260 | 41.6 | .496 | .335 | .741 | 9.0  | 7.2 | 1.7 | 1.0 | 28.8 |

## Успјеси
НБА
- 4× Шампион НБА лиге: 2012, 2013, 2016, 2020
- 1× Освајач НБА купа: 2023.
- 4× Најкориснији играч НБА финала: 2012, 2013, 2016, 2020
- 4× Најкориснији играч НБА: 2009, 2010, 2011, 2012
- 1× Најкориснији играч НБА купа: 2023.
- 17× НБА Ол-стар: 2005, 2006, 2007, 2008, 2009, 2010, 2011, 2012, 2013, 2014, 2007, 2008, 2015, 2016, 2017, 2018, 2019, 2020, 2021
- 3× Најкориснији играч Ол-стар меча: 2006, 2008, 2018
- 16× Избор у идеални тим НБА:
  - 13× први тим: 2006, 2008, 2010, 2011, 2012, 2013, 2014, 2015, 2016, 2017, 2018, 2020
  - 2× други тим: 2005, 2007
  - 1× трећи тим: 2019
- 6× Избор у идеални одбрамбени тим НБА:
  - 5× први тим: 2009, 2010, 2011, 2012, 2013
  - други тим: 2014
- НБА руки године: 2004
- Идеални тим новајлија НБА: 2004
- Најбољи стријелац НБА: 2008
- Најбољи асистент НБА: 2020
- 3× Лидер по броју минута у НБА: 2006, 2017, 2018
- Награда држављанство Валтер Кенеди: 2017

Репрезентација
- 2× златна медаља на Олимпијским играма: 2008, 2012
- бронзана медаља на Олимпијским играма: 2004
- бронзана медаља на Свјетском првенству: 2006
- златна медаља на Америчком првенству: 2007
- Кошаркаш године у САД: 2012
- Комеморативни банер у арени Американ ерлајнс у Мајамију, (након освајања златне медаље на Олимпијским играма 2012 и титуле са Мајами хитом)

Средња школа
- Државни првак: 2003
- 3× Првак средњих школа Охаја: 2000, 2001, 2003
- Награда Нејсмит играч године средњих школа: 2003[458]
- 2× Играч године средњих школа САД: 2002, 2003
- 2× Гаротејд играч године: 2002, 2003
- 2× Играч године средњих школа САД по избору часописа USA Today: 2002, 2003
- 3× Ohio Mr. Basketball, за најбољег кошаркаша средњих школа Охаја: 2001, 2002, 2003
- 3× Идеални тим средњих школи САД по по избору часописа USA Today: 2001, 2002, 2003
- 2× Кошаркаш године средњих школа Охаја по избору часописа PARADE: 2002, 2003
- Кошаркаш године САД по избору компаније McDonald's: 2003[459]
- Свеамеричка Ол-стар утакмица средњих школа, McDonald's: 2003[460]
- МВП Свеамеричке Ол-стар утакмице средњих школа, McDonald's: 2003
- МВП Роундбел класика: 2003[461]
- МВП Џордан бренд класика: 2003[461]
- Број 23 повучен од стране средње школе Сент Винсент—Сент Мери[462]
- Кућа славних средње школе Сент Винсент—Сент Мери (генерација 2011)[463]
- Стадион средње школе Сент Винсент—Сент Мери преименован је у Арена Леброн Џејмс[464]

Остало
- Спортиста деценије по избору новинске агенције Associated Press: 2010—2019
- 4× Спортиста године по избору новинске агенције Associated Press: 2013, 2016, 2018, 2020[465]
- 3× Спортиста године часописа Sports Illustrated: 2012, 2016, 2020[466][467]
- Спортиста године часописа Sporting News: 2012[468]
- 3× МВП НБА лиге по избору часописа Sporting News: 2006, 2009, 2010[469][470]
- Руки године по избору часописа Sporting News: 2004[471]
- Тим деценије НБА по избору часописа Sports Illustrated: 2000—2009[472]
- 6× Спортиста године у Кливленду: 2004, 2005, 2006, 2009, 2015, 2016[473]
- 19× добитник награде Еспи: 15 индивидуално, четири као дио тима[474]
- 2× Спортиста године САД, награда Хикок белт: 2012, 2013
- Национално удружење за напредак обојених (NAACP) — награда Џеки Робинсон: 2017
- NAACP – предсједничка награда: 2021
- Спортиста године часописа Time: 2020
- Награда Еми за спорт: 2020, за дугометражни спортски документарни филм (као извршни продуцент филма Које је моје име? - Мухамед Али 1 дио)[475]
- Главна улица у центру Акрона преименована је у Пут Краљ Џејмс[476]
- Комеморативни банер на шестоспратници у центру Акрона[476]
- Почасна свлачионица на објектима за фудбал и кошарку на Државном универзитету Охаја[477][478]

### Рекорди и достигнућа
- један од двојице играча у НБА историји који је четири пута освојио награду за најкориснијег НБА играча;
- један од осам играча у НБА историји који је постигао 2,000 поена у седам сезона заредом;
- један од четири играча у НБА историји који је имао просјек од 20 поена, 5 скокова и 5 асистенција у првој сезони, поред Оскара Робертсона, Мајкл Џордана и Тајрика Еванса;
- један од пет играча у НБА историји који је имао просјек од 25 поена, 7 скокова и 7 асистенција у сезони (постигао пет пута);
- један од три играча у НБА историји који је имао просјек од 30 поена, 7 скокова и 7 асистенција у сезони, поред Оскара Робертсона (постигао пет пута) и Мајкл Џордана;
- један од четири играча у НБА историји који је имао просјек од 31 поен, 7 скокова и 6 асистенција у сезони, поред Оскара Робертсона (постигао два пута), Џерија Веста и Мајкла Џордана;
- један од два играча у НБА историји који је имао просјек од 27 поена, 6 скокова и 6 асистенција у шест сезона заредом, иза Оскара Робертсона који је то постигао осам пута заредом;
- један од четири играча у НБА историји који је имао просјек од 25 поена, 5 скокова и 5 асистенција за вријеме каријере, поред Оскара Робертсона, Џерија Веста и Мајкла Џордана;
- једини играч у НБА историји који је имао просјек од 26 поена, 6 скокова и 6 асистенција за вријеме каријере;
- једини играч у НБА историји који је постигао 2,000 поена, 500 скокова, 500 асистенција и 100 украдених лопти у четири сезоне заредом;
- један од три играча у НБА историји који је имао просјек од 30 поена, 10 скокова и 7 асистенција у плеј офу, поред Оскара Робертсона и Ларија Бирда;
- један од три играча у НБА историји који је остварио трипл-дабл у првом плеј офу;
- први играч у НБА историји који је добио 2,5 милиона гласова за НБА Ол-стар у три сезоне;
- први играч у НБА историји који је постигао 40 поена у првој утакмици плеј офа, са 41 поеном на утакмици против Вашингтон визардса, 28. априла 2006;
- први играч на позицији ниског крила који је у НБА историји имао просјек од 8,0 асистенција по утакмици (2009./2010);
- највише постигнутих поена у плеј офу заредом, са 25 поена против Детроит пистонса, 31. маја 2007. године;
- играч са највише постигнутих поена у историји НБА плеј офа;
- играч са највише украдених лопти у историји НБА плеј офа;
- играч са највише погођених шутева у историји НБА плеј офа.

Рекорди као најмлађи играч
- најмлађи играч изабран као први пик на НБА драфту (18 година);
- најмлађи играч који је остварио трипл-дабл (20 година и 20 дана), на утакмици против Портланд трејлблејзерса, постигао је 27 поена, 11 скокова и 10 асистенција, 19. јануара 2005;
- најмлађи играч који је постигао 30 поена на утакмици (18 година, 334 дана), постигао 33 поена, 29. новембра 2003. против Мемфис гризлиса;
- најмлађи играч који је постигао 40 поена на утакмици (19 година, 88 дана), постигао 41 поен, 27. марта 2004. против Њу Џерсија;
- најмлађи играч са просјеком поена већим од 30 поена по утакмици;
- најмлађи играч који је проглашен за најкориснијег играча Ол-стар утакмице (21 година, 55 дана);
- најмлађи играч са постигнутих 20,000 поена (28 година и 17 дана).